# Wierzchowiny (powiat krasnostawski)
Wierzchowiny – wieś w Polsce położona w województwie lubelskim, w powiecie krasnostawskim, w gminie Siennica Różana. Leży na skrzyżowaniu drogi wojewódzkiej nr 843 Zamość – Chełm z drogą lokalną, łączącą Wierzchowiny z Kasiłanem i Sielcem.
W latach 1975–1998 miejscowość należała administracyjnie do województwa chełmskiego.
Ma tutaj swoje źródło niewielka rzeka Siennica, dopływ Wieprza. 
Wieś stanowi sołectwo gminy Siennica Różana. Według Narodowego Spisu Powszechnego (III 2011 r.) wieś liczyła  mieszkańców.
Wierni Kościoła rzymskokatolickiego należą do parafii Parafia św. Michała Archanioła w Żdżannem.

## Historia
Z opisu dóbr Żdżanne zamieszczonym w Słowniku geograficznym Królestwa Polskiego z roku 1883 folwark Wierzchowiny posiadał 441 mórg gruntów ornych i ogrodów, łąk mórg 52, lasu mórg 900, nieużytków mórg 8, budynków murowanych 3, drewnianych 20.

Wieś Wierzchowiny posiadała w roku 1883 osad 50 z gruntem mórg 690.
W 1945 oddziały NSZ ze zgrupowania mjr „Szarego” – Mieczysława Pazderskiego dokonały mordu na 196 ukraińskich mieszkańcach wsi. Mord upamiętnia mogiła-pomnik w centrum miejscowości.
We wsi znajduje się zabytkowa gorzelnia należąca obecnie do browaru „Jagiełło” w Pokrówce koło Chełma, a także szkoła podstawowa tzw. tysiąclatka.